# Je suis une nymphomane
Pour plus de détails, voir Fiche technique et Distribution.
Je suis une nymphomane, est un film français de Max Pécas tourné en 1970 et sorti en 1971.

## Synopsis
Après avoir été blessée dans un accident d'ascenseur, une jeune femme devient nymphomane et multiplie les aventures sexuelles.

## Fiche technique
- Titre : Je suis une nymphomane
- Autres titres connus
  - France : Carole et ses démons (titre TV)
  - Royaume-Uni : I Am a Nymphomanic (titre DVD)
  - États-Unis : Libido: The Urge to Love, The Sensuous Teenager (version doublée), Forbidden Passion (titre video)
  - Italie : Nel buio non ti vedo... ma ti sento
  - Espagne : Yo soy ninfómana
  - Autriche : Der Sex trinkt Champagner
  - Grèce : Eimai mia nymfomanis
- Réalisation : Max Pécas
- Scénario : Max Pécas et Claude Mulot
- Photographie : Robert Lefebvre
- Montage : Michel Pécas
- Musique : Derry Hall
- Producteur : Max Pécas
- Société de production : Les Films du Griffon
- Directeur de production : Paul Cayatte
- Genre : érotique
- Durée : 103 minutes
- Format : couleur 35 mm
- Pays :  France
- Lieux de tournage : Antibes, Cap d'Antibes, Paris (Champs-Élysées, Village suisse)
- Société de distribution : Les Films du Griffon
- Date de sortie : 
  - France : 11 août 1971
  - Japon : 28 août 1971
  - États-Unis : 23 mars 1972
  - Finlande : 23 décembre 1977
- Interdiction aux moins de 18 ans à sa sortie en salles en France[2].

## Distribution
- Sandra Julien : Carole
- Janine Reynaud : Murielle
- Michel Lemoine : Bruno
- Patrick Verde : Michel
- Yves Vincent : Le prêtre
- Alain Hitier : Éric
- France-Noëlle : Mère
- Richard Saint-Bris : Père
- Michel Vocoret : Olivier
- André Chazel
- Hélène Tossy
- Colette Mareuil
- Michel Charrel
- Bob Ingarao

## Autour du film
- Le film contient une scène érotique saphique entre Sandra Julien et Janine Reynaud[3].